# Vése
Vése est un village et une commune du comitat de Somogy en Hongrie.